# Ice Cream Cake (canción)
«Ice Cream Cake» es una canción del grupo surcoreano Red Velvet, incluida en su primer EP Ice Cream Cake (2015). Es una pista de dance rock con influencias de drum and bass, compuesta por Jo Yoon-kyung, Kim Dong-hyun, Fredrik Häggstam, Hayley Aitken, Johan Gustafsson y Sebastian Lundberg, y producida por Hayley Aitken y Trinity Music. Tras el lanzamiento de «Automatic», esta canción se presentó como el segundo sencillo del EP, que fue lanzado el 16 de marzo de 2015 por SM Entertainment, acompañado de su respectivo video musical. Con este lanzamiento, el grupo debutó su concepto dual, promocionando «Ice Cream Cake» como parte del lado «red» y «Automatic» como el lado «velvet».
La canción recibió elogios de la crítica, quienes la describieron como una «infección pop adictiva» e «impredecible», destacando el gran potencial del grupo. Además, fue un éxito comercial, convirtiéndose en el segundo tema del grupo en ingresar al top 5, alcanzando el puesto 4 en Gaon Digital Chart y el puesto 3 en la lista de World Digital Songs de Billboard.

## Antecedentes y lanzamiento
Tras concluir las promociones de «Be Natural» en octubre de 2014, se anunció que Red Velvet regresaría con un EP, su primer lanzamiento significativo desde su debut en agosto de 2014. Antes de la noticia, el grupo fue visto filmando un videoclip en un desierto cercano a Palmdale, California, en febrero de 2015, con Yeri, entonces miembro de SM Rookies. En ese momento, se especulaba que la canción llevaría por título «Blonde Girl». El 11 de marzo, SM Entertainment presentó formalmente a Yeri como nueva integrante del grupo a través de un video publicado en su canal de YouTube, junto con imágenes conceptuales de Irene y Joy. Ese mismo día, se reveló que el primer álbum del grupo llevaría el nombre Ice Cream Cake y sería lanzado el 18 de marzo. El videoclip se subió el 16 de marzo, y en ese mismo día, la canción fue lanzada digitalmente.

## Composición
La pista fue producida por Hayley Aitken y el equipo de producción Trinity Music, compuesto por Sebastian Lundberg, Fredrik Haggstam y Johan Gustafson. En diciembre de 2012, una demo de 21 segundos de la canción fue mostrada por primera vez en un episodio del programa sueco Kobra, donde se veía a Lundberg, Haggstam y Gustafson trabajando en la demo en inglés. Después de que SM Entertainment adquiriera la canción, la letra fue reescrita en coreano por los compositores Jo Yoon-kyung y Kim Dong-hyun, con Jo Yoon-kyung quien ya había escrito para otros artistas del mismo sello.
Musicalmente, la canción es una pista de dance rock con influencias de bubblegum pop y drum and bass, representando el concepto «red» del grupo. Fue compuesta en la tonalidad de La mayor con un tempo de 172 pulsaciones por minuto. También incluye una armonía «embrujada» en la introducción, acompañada del sonido de una caja musical. La letra describe la emoción de una chica atraída por su novio, usando «torta helada» como metáfora de sus sentimientos. Se usaron dos remezclas para la promoción del grupo: la primera con una sección extra de baile (interpretada en el KBS Music Bank Half-Year Special), y la segunda con una introducción más larga y otra sección de baile al final, omitiendo el segundo verso y coro de la versión original (interpretada en el 2015 MBC Music Festival).

## Videoclip
El vídeo musical de «Ice Cream Cake» fue grabado en Los Ángeles, California. Dirigido por Woogie Kim, quien también trabajó en «Happiness», el vídeo se ambienta en un motel abandonado y muestra a las cinco integrantes bailando y cantando la canción, mientras disfrutan de helado y café helado en coloridos atuendos en el desierto.  En algunas escenas, el grupo aparece conduciendo por la carretera, siendo perseguido por una gran bola rosa. La coreografía fue creada por Kyle Hanagami, quien también trabajó en «Be Natural» en 2014.  El clip se subió al canal oficial de SM Town el 16 de marzo de 2015, convirtiéndose en el video de K-pop más visto en América y el mundo ese mes.  Desde entonces, ha superado los 100 millones de vistas, siendo el sexto video musical más visto del grupo.

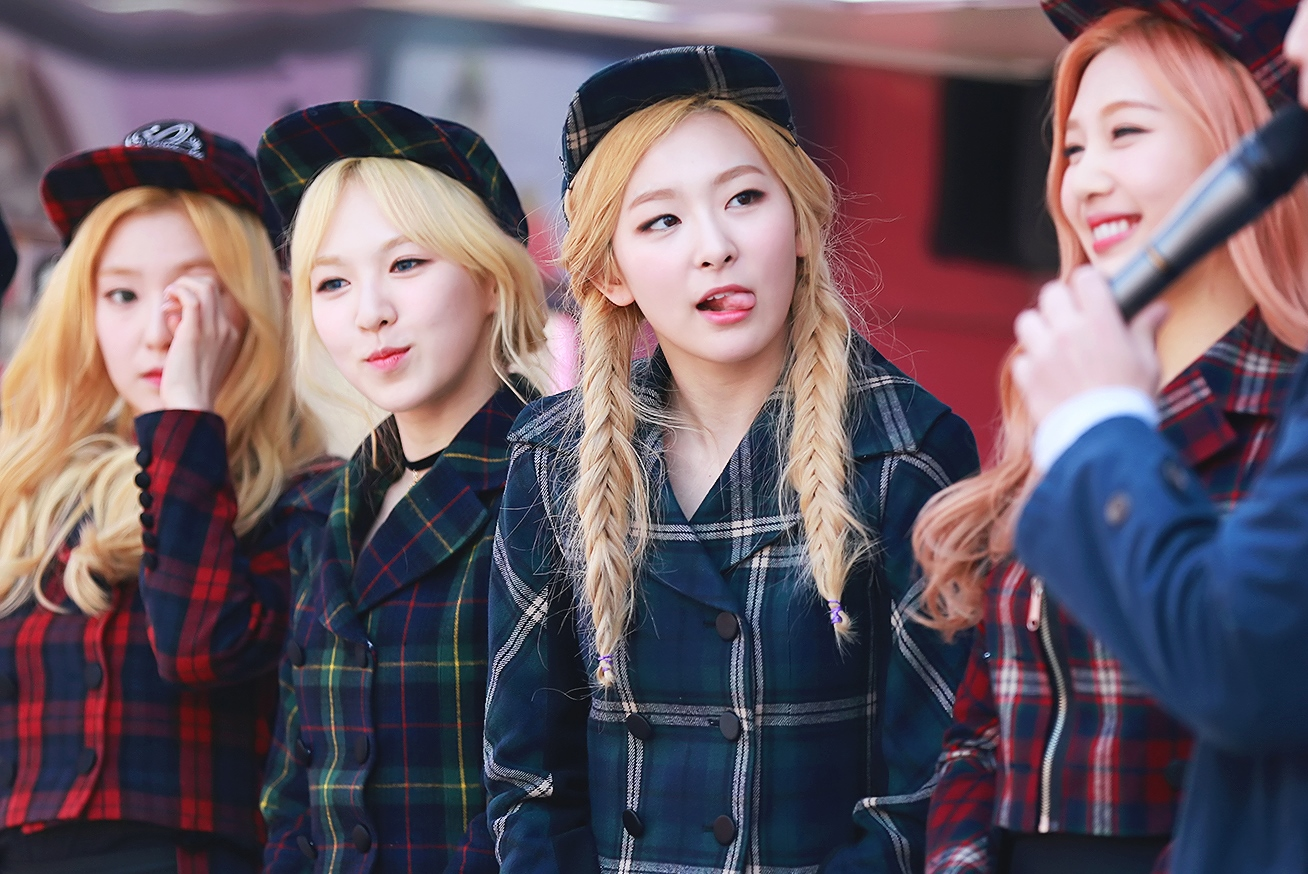
El grupo promocionando Ice Cream Cake en 2015.

## Promociones
La promoción de la canción comenzó con Ice Cream TV el 17 de marzo de 2015, donde el grupo presentó su primer EP interpretando las canciones en vivo, transmitido por Naver Music y conducido por Minho de SHINee. Dos días después del lanzamiento digital, hicieron su primera presentación en vivo en M! Countdown, seguido de actuaciones en Music Bank el 20 de marzo y en Inkigayo el 22 de marzo, donde también interpretaron una versión corta de «Automatic». Una semana después, regresaron a Music Bank y ganaron su primer trofeo en un programa musical. Luego, continuaron promocionando la canción en programas musicales y programas de entrevistas en la primera mitad de 2015, para terminar con una actuación en los Gaon Chart Music Awards el 17 de febrero de 2016, donde recibieron el premio a la «Mejor presentación del año». La canción también fue parte del repertorio de su primer concierto Red Room en agosto de 2017, donde se presentó una versión remezclada.
Además de su promoción en Corea, Red Velvet realizó su primera presentación internacional de «Ice Cream Cake» y su primera presentación como quinteto en un concierto de SM Town en Taiwán. Luego, el grupo promovió e interpretó canciones del álbum en Filipinas durante el Best of the Best K-pop Concert el 12 de abril, junto a Super Junior, Girls' Generation y BtoB. Más tarde, tuvo su primera promoción en Estados Unidos en KCON el 2 de agosto, en el Staples Center de Los Ángeles.

## Recepción

### Crítica
Al momento de su lanzamiento, «Ice Cream Cake» fue comparada con el sonido de f(x), compañeras de sello, y desde entonces ha recibido elogios de los críticos. Jeff Benjamin de Billboard la describió como «una pegajosa y dulce confección pop», mientras que Kim Do-hyun de IZM destacó la canción como uno de los puntos fuertes del EP, señalando que «heredaba» el sonido de f(x), pero creaba su propia identidad como «el primer Red Velvet». Jakob Dorof de Spin la calificó como «un deleite tan inesperado como impredecible [...] impactante, pero que se disfruta con el tiempo» y la consideró «la especialidad del sello SM: bubblegum pop que recompensa las repeticiones». En una reseña del vídeo musical, Jesse Lent de KpopStarz dijo que era «profundamente cautivadora» y «entregaba todo lo intrigante que se espera de una canción pop nueva y brillante». La escritora Chelsea de Seoulbeats la describió como «alarmantemente pegajosa» y «definitivamente un virus auditivo», mientras que Jung Bae de Hellokpop la eligió como la mejor canción de dance y electrónica de 2015 y la ubicó en el quinto lugar de las canciones del año. Más tarde, la canción fue incluida en el top 25 de las mejores canciones de Red Velvet según Billboard, alcanzando el puesto dieciocho.

### Comercial
El sencillo logró un gran éxito tras su lanzamiento digital y se convirtió en el gran avance del grupo. Debutó en el puesto número cuatro en el Gaon Digital Chart y en el tres en el Gaon Download Chart durante la semana del 15 de marzo de 2015. Fue el segundo éxito del grupo en el top 5, después de «Happiness». Además, alcanzó los puestos 11 y 8 en las listas mensuales de Gaon Digital Chart y Gaon Download Chart en marzo de 2015. Pasó 17 semanas en el top 100 y terminó en el puesto 46 en el Gaon Digital Chart de fin de año. Para julio de 2016, superó los 1,3 millones de descargas, convirtiéndose en el segundo tema de Red Velvet en alcanzar el millón de ventas y el octavo más vendido. 
Por otro lado, la canción debutó en el puesto número tres en el World Digital Song, convirtiéndose en su tercera entrada y segundo éxito en el top 5 de la lista. Hasta diciembre de 2019, el sencillo es la cuarta canción más descargada del grupo, con un total de 23 000 descargas.

## Posicionamiento en listas
| Lista (2015)                         | Mejor posición |
| ------------------------------------ | -------------- |
| Corea del Sur (Gaon)                 | 4              |
| Estados Unidos (World Digital Songs) | 3              |

| Lista (2015)         | Mejor posición |
| -------------------- | -------------- |
| Corea del Sur (Gaon) | 11             |

| Chart (2015)         | Position |
| -------------------- | -------- |
| Corea del Sur (Gaon) | 46       |

## Historial de lanzamiento
| Región | Fecha               | Formato                     | Discográfica | Ref.   |
| ------ | ------------------- | --------------------------- | ------------ | ------ |
| Varios | 17 de marzo de 2015 | Descarga digital, streaming | SM, KT Music | [ 34 ] |